# Za všechno může televize
Za všechno může televize (v anglickém originále Itchy & Scratchy & Marge) je 9. díl 2. řady (celkem 22.) amerického animovaného seriálu Simpsonovi. Scénář napsal George Meyer a díl režíroval Jim Reardon. V USA měl premiéru dne 20. prosince 1990 na stanici Fox Broadcasting Company a v Česku byl poprvé vysílán 4. června 1993 na stanici ČT1.

## Děj
Když se Homer nemotorně pokouší postavit Marge poličku na koření, Maggie ho náhle omráčí úderem paličkou do hlavy. Marge je zmatená, proč Maggie na Homera útočí, a všimne si, že napodobuje násilí zobrazené v seriálu Itchy a Scratchy. Obviní producenty pořadu, že inspirují nesmyslné násilí, a zakáže Bartovi a Líze, aby se na pořad dívali. Marge napíše dopis, v němž žádá kreslířské studio, aby zmírnilo násilí v pořadu, ale předseda Roger Meyers mladší napíše odmítavou odpověď, čímž Marge přiměje k založení protestní skupiny. 
Marge vytvoří organizaci Springfielďané za nenásilní, umírněnost a hodnoty (SNUH) a přinutí svou rodinu, aby protestovala před studiem. SNUH získává na síle a obyvatelé bojkotují Krustyho show, která obsahuje kreslené seriály Itchy a Scratchy. Poté, co Marge vystoupí v diskuzním pořadu Smartline, pošlou znepokojení rodiče Meyersovi tisíce rozzlobených dopisů. Ten souhlasí s odstraněním násilí z Itchyho a Scratchyho a žádá Marge o nápady na příběhy. Dětem se změna poněkud šmrncovního formátu nelíbí a místo toho opustí kreslené seriály a hrají si venku. 
O něco později se ve Springfieldu zastaví putovní výstava Michelangelovy sochy Davida. Ostatní členové SNUH naléhají na Marge, aby proti výstavě protestovala kvůli její nahotě, ale Marge, sama umělkyně, považuje Davida za mistrovské dílo. Během dalšího vystoupení ve Smartline Marge připustí, že je pokrytecké cenzurovat Itchyho a Scratchyho, ale Davida ne; uvědomí si, že protesty SNUH způsobily více škody než užitku. 
Nyní je pořad Itchy a Scratchy zbaven negativního postoje veřejnosti, rychle se vrací ke svému starému formátu, SNUH se rychle rozpadá a děti z města přestávají chodit ven a pokračují ve sledování pořadu. Zatímco si Marge a Homer prohlížejí Davida v muzeu umění, Marge běduje, že se děti raději dívají na násilné kreslené filmy, než aby viděly velké umělecké dílo. Homer ji povzbudí tím, že prozradí, že škola nutí žáky, aby si sochu prohlédli na exkurzi v muzeu.

## Produkce
Díl se zabývá otázkami cenzury a umožnil scenáristům vložit několik kreslených seriálů Itchy a Scratchy, po kterých mnoho fanoušků volalo. Epizodu napsal John Swartzwelder, který Itchyho a Scratchyho miloval a napsal několik dílů, v jejichž středu byli právě oni. Epizoda byla částečně inspirována Terrym Rakoltou, který protestoval proti stanici Fox kvůli seriálu Ženatý se závazky. U dílu, jenž zpracovává rozsáhlý problém, se autoři snažili nemít vyhraněný názor a podívat se na obě strany, přestože to autoři osobně cítili. Během původního vysílání epizody došlo k výbuchu satelitu Foxu a celé západní pobřeží Spojených států přišlo o první dějství epizody.
Jednalo se o první epizodu režírovanou Jimem Reardonem, který předtím natočil studentský film Bring Me the Head of Charlie Brown, jenž byl velmi násilný, a tato zkušenost mu dobře posloužila pro tuto epizodu. Několik postav, které pracují ve studiích Itchy a Scratchy, jsou karikatury skutečných lidí: animátor, který kreslí Marge jako veverku, je založen na Eddiem Fitzgeraldovi, jenž pracoval ve Filmationu, a tři lidé s Meyersem, když se ptá Marge na návrhy, jsou karikatury Riche Moora, Davida Silvermana a Wese Archera.
Alex Rocco se poprvé ze tříkrát objevuje v roli Rogera Meyerse. Mnoho lidí stojících za Simpsonovými bylo velkými fanoušky Kmotra a Jim Reardon hledal způsob, jak ho střelit do oka jako odkaz na Roccovu postavu Moea Greenea.
Dlouhou montáž hrajících si dětí ze Springfieldu režíroval Bob Anderson a satiricky poukazuje na opak toho, čemu scenáristé věřili. Pasáž napsal John Swartzwelder a nápad použít Beethovenovu 6. symfonii byl v původním scénáři. James L. Brooks chtěl, aby epizoda končila montáží, ale scenáristé s tím nesouhlasili. V dílu se poprvé objevuje Roger Meyers mladší a také Mel, ačkoli ten nemá žádné repliky až do pozdější epizody Černý vdovec.

## Kulturní odkazy
Scéna, v níž Maggie udeří Homera palicí do hlavy, je rozsáhlou parodií na scénu ve sprše z filmu Psycho, v níž jsou hudba a úhly kamery téměř totožné. Hudba, která zazní, když si děti hrají venku, je první věta Beethovenovy Pastorální symfonie a je podobná části Disneyho filmu Fantazie.

## Přijetí
V původním vysílání sledovalo díl 22,2 milionu diváků a v týdnu od 17. do 23. prosince 1990 se umístil na 34. místě v žebříčku sledovanosti s ratingem 12,9 podle agentury Nielsen. V tom týdnu to byl nejsledovanější pořad na stanici Fox.
Warren Martyn a Adrian Wood, autoři knihy I Can't Believe It's a Bigger and Better Updated Unofficial Simpsons Guide, epizodu pochválili a uvedli, že „Homerův osudný pokus postavit stojan na koření je jen začátkem další skvělé epizody, která funguje jako vynikající debata o televizním násilí a politicky inspirované cenzuře“, a že „závěr je obzvlášť dojemný, když se springfieldští pedagogové vrhnou na Michelangelova Davida jako na příklad špíny a degradace“.
Nathan Rabin z The A.V. Clubu epizodu pochválil za její satiru. Uvedl, že díl „obsahuje jednu z mých nejoblíbenějších částí nejen v Simpsonových, ale v televizi vůbec. Cenzurou posedlá Marge v ní vykastrovala Itchyho a Scratchyho do té míry, že děti ze Springfieldu jsou pohnuty k nemyslitelnému činu: přestanou se dívat na televizi. (…) Z dystopie se rázem stává maloměstský ráj, šťastné království skotačících dětí a slunečné nevinnosti, když se děti probudí z televizní mlhy a přijmou bohatou krásu života. Je to milá, lyrická, dokonce krásná pasáž, i když je lehká na gagy. Představuje, a pak nemilosrdně vytrhne zpět, alternativní vesmír Springfield, kterému vládne spíše orosená nevinnost než chamtivost a davová mentalita.“ Také se mu zdálo, že epizoda „dokázala vyjádřit relevantní myšlenku v souladu s libertariánstvím scenáristy Johna Swartzweldera, aniž by obětovala svůj spád nebo ztratila přehled o postavách a udělala z nich pouhé hlásné trouby pro přesvědčení jejich tvůrce“.
Empire označil parodii na Psycho za druhou nejlepší filmovou parodii v seriálu. „Nejlepší vyhozené gagy zaslepují nic netušícího diváka v epizodách, které jsou nominálně o něčem jiném. (…) Hitchcock je vykrádán více než kterýkoli jiný režisér, ale toto je nejlíbivěji ztvárněný odkaz.“ Nathan Ditum z Total Filmu označil parodii na Psycho za 22. nejlepší filmový odkaz v historii seriálu.